# Eochaid II Faebarglas
Eochaid II Faebarglas (ir. Eochaidh Faobharghlas, Eochaid z Zielonym Mieczem) – legendarny zwierzchni król Irlandii z dynastii Milezjan (linia Emera) w latach 865-845 p.n.e. Syn Conmaela, zwierzchniego króla Irlandii. 
Według średniowiecznej irlandzkiej legendy i historycznej tradycji Eochaid pokonał i zabił króla Cermnę Finna w bitwie pod Dun Cermna (Downmacpatrick - nazwa starego fortu umieszczonego na Old Head w Kinsale, na sławnym cyplu w południowej części hrabstwa Cork). Cermna wspólnie rządził ze swym bratem Sobaircem przez czterdzieści lat. Ten zginął wcześniej niż brat, z ręki Eochaida Menna z ludu Fomorian. Eochaid II Faebarglas objął po nich zwierzchnią władzę nad Irlandią. Walczył w pięciu bitwach oraz oczyścił siedem równin. W bitwie pod Druim Liathain pokonał i zabił Smirguilla, wnuka Tigernmasa, zwierzchniego króla. Po dwudziestu latach rządów Eochaid został pokonany i zabity przez Fiachę I Labrainne w bitwie pod Carman [Wexford]. Ten w ten sposób zemścił się za śmierć swego ojca Smirguilla oraz objął zwierzchnią władzę nad Irlandią. 

## Potomstwo
Eochaid pozostawił po sobie dwóch synów:
- Mofebis, zginął w bitwie pod Gathlach; miał dwóch synów:
  - Eochaid III Mumho, przyszły zwierzchni król Irlandii
  - Mogaeth Mórólach („Wielki Pijak”), miał córkę:
    - (córka), żona Fiachy I Labrainne i matka Aengusa I Olmucady, przyszłych zwierzchnich królów Irlandii
- Nuada, miał syna:
  - Glas, miał syna: 
    - Rossa, miał syna:
      - Roithechtaigh, miał syna: 
        - Fear Arda, miał syna:
          - Cas Clothach, miał syna:
            - Muinemon, przyszły zwierzchni król Irlandii